# Cvikovský rybník
Cvikovský rybník je vodní plochou o rozloze 9 ha rozprostírající se zhruba 2 km jihovýchodně od města Cvikov, v severní části Českolipska, v podhůří Lužických hor. Je rybníkem poměrně novým, založen byl roku 1950. Podle přilehlých obcí bývá jmenován i Kunratický či Lindavský.

## Základní údaje
Rybník je v severní části okresu Česká Lípa, v Zákupské pahorkatině, podcelku Cvikovská pahorkatina. Od Cvikova je 2,3 km jihovýchodně, při CHKO Lužické hory. Je dlouhý 800 metrů. Podél severního břehu vede silnice Cvikova do Jablonného v Podještědí. Napájí jej levostranný přítok Boberského potoka. Je průtočný a slouží hlavně k chovu ryb. Břehy jsou místy porostlé lesíky. Rozloha je 9 ha.
Byl založen roku 1950 na dříve zamokřených loukách. Nad jeho severním břehem je přírodní památka Dutý kámen, kam vede i zeleně značená turistická trasa z Cvikova do obce Kunratice u Cvikova.
V roce 2018 probíhala jeho revitalizace a odbahnění.

## Galerie

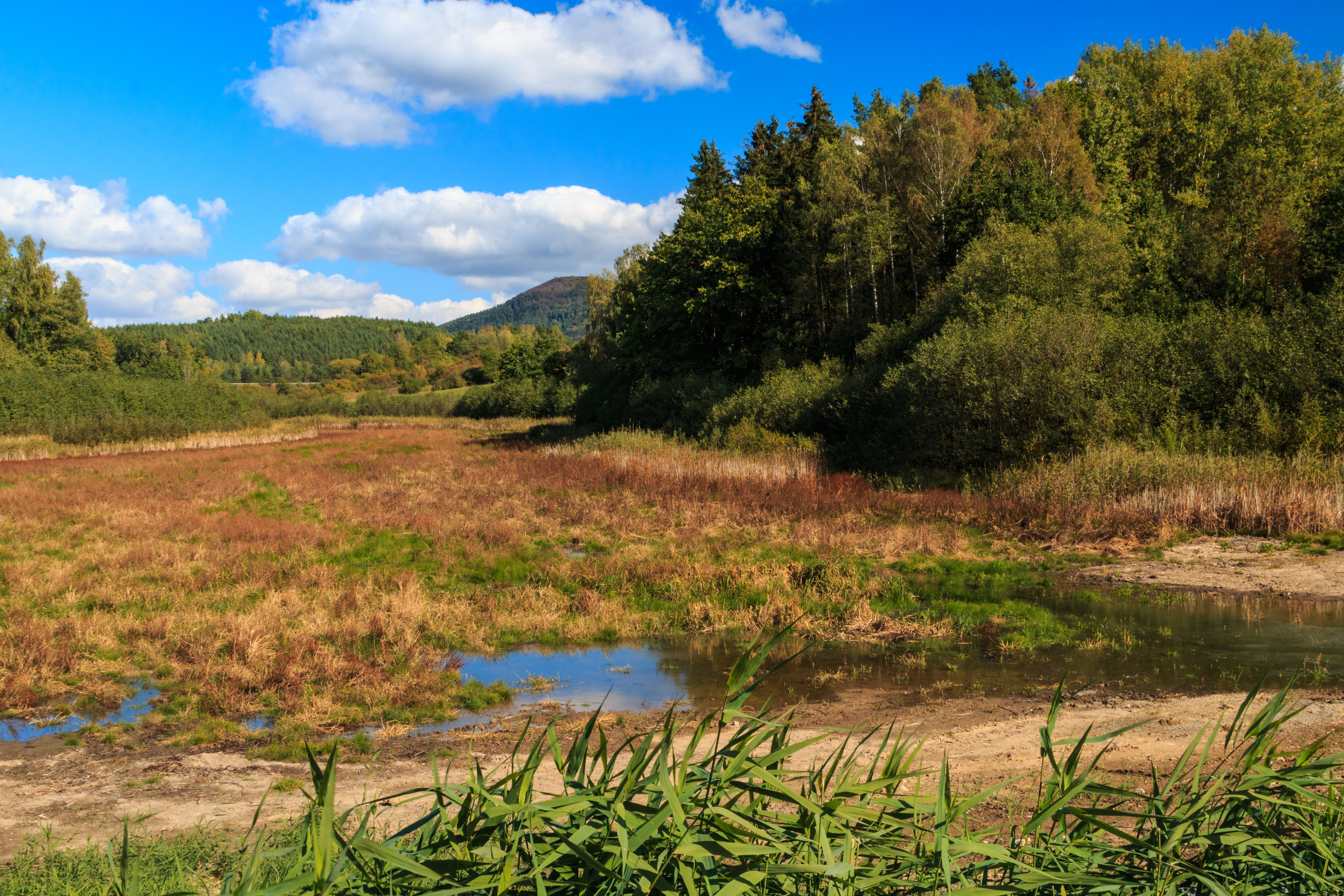
revitalizace Cvikovského rybníka v roce 2018
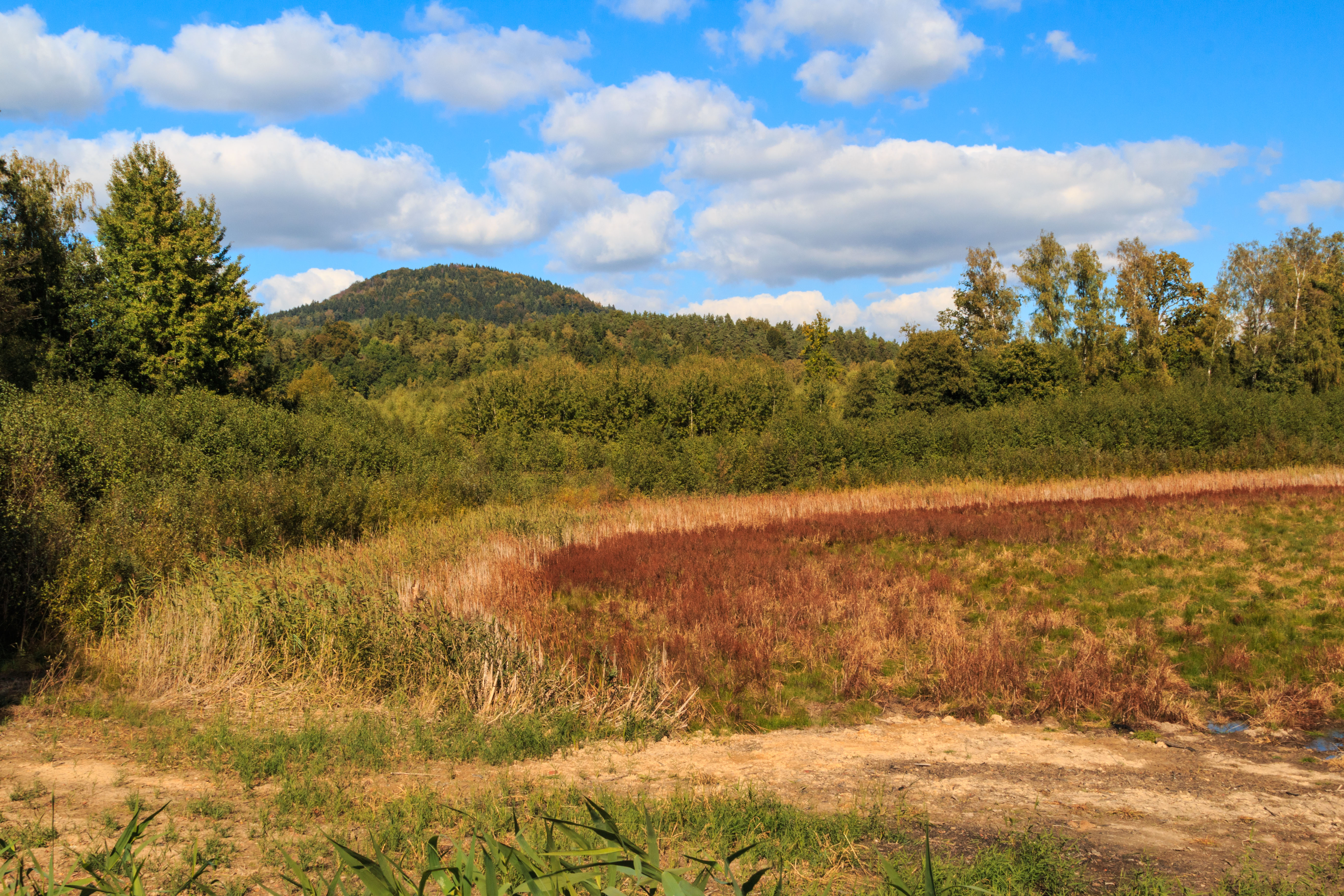
revitalizace Cvikovského rybníka v roce 2018
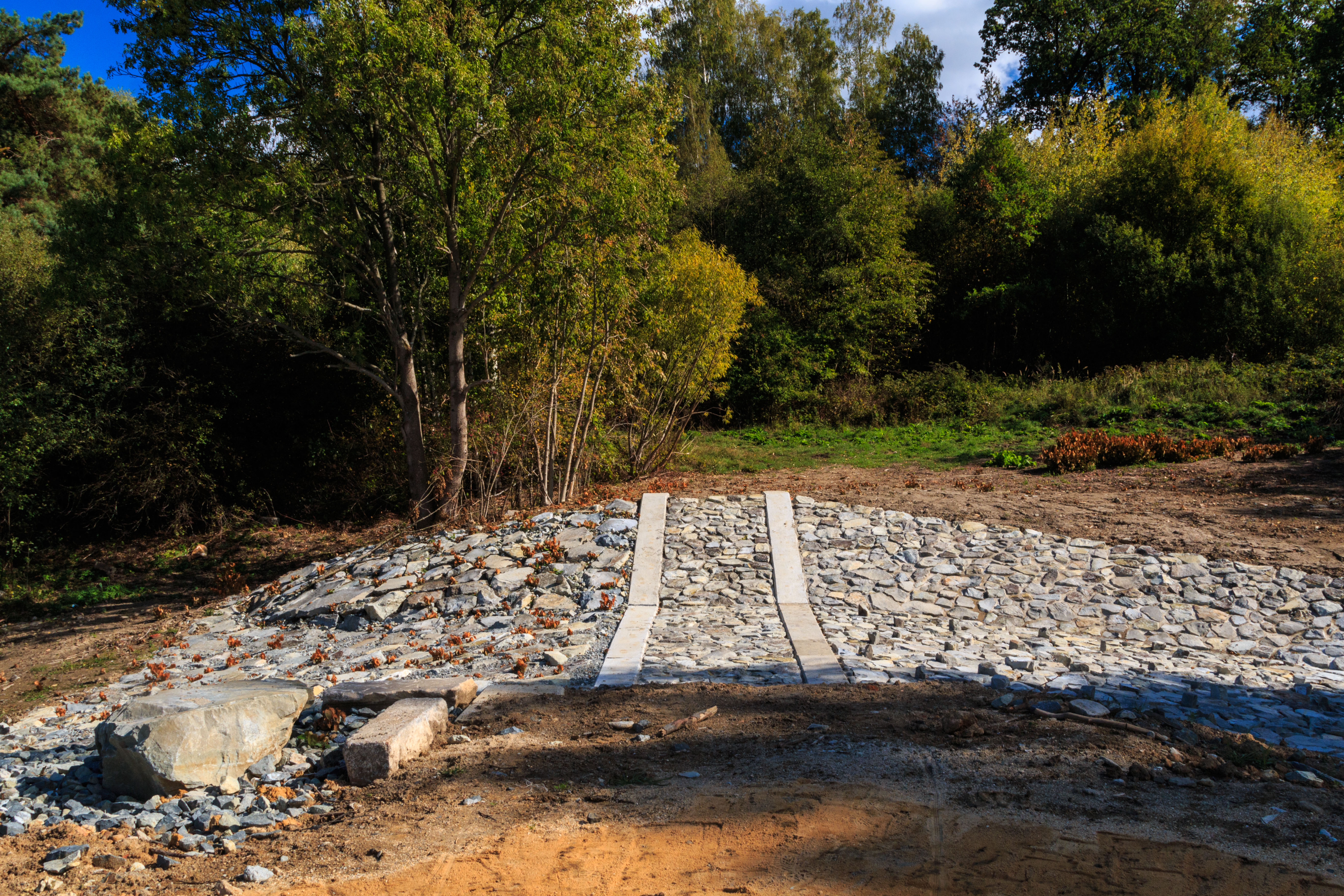
revitalizace Cvikovského rybníka v roce 2018
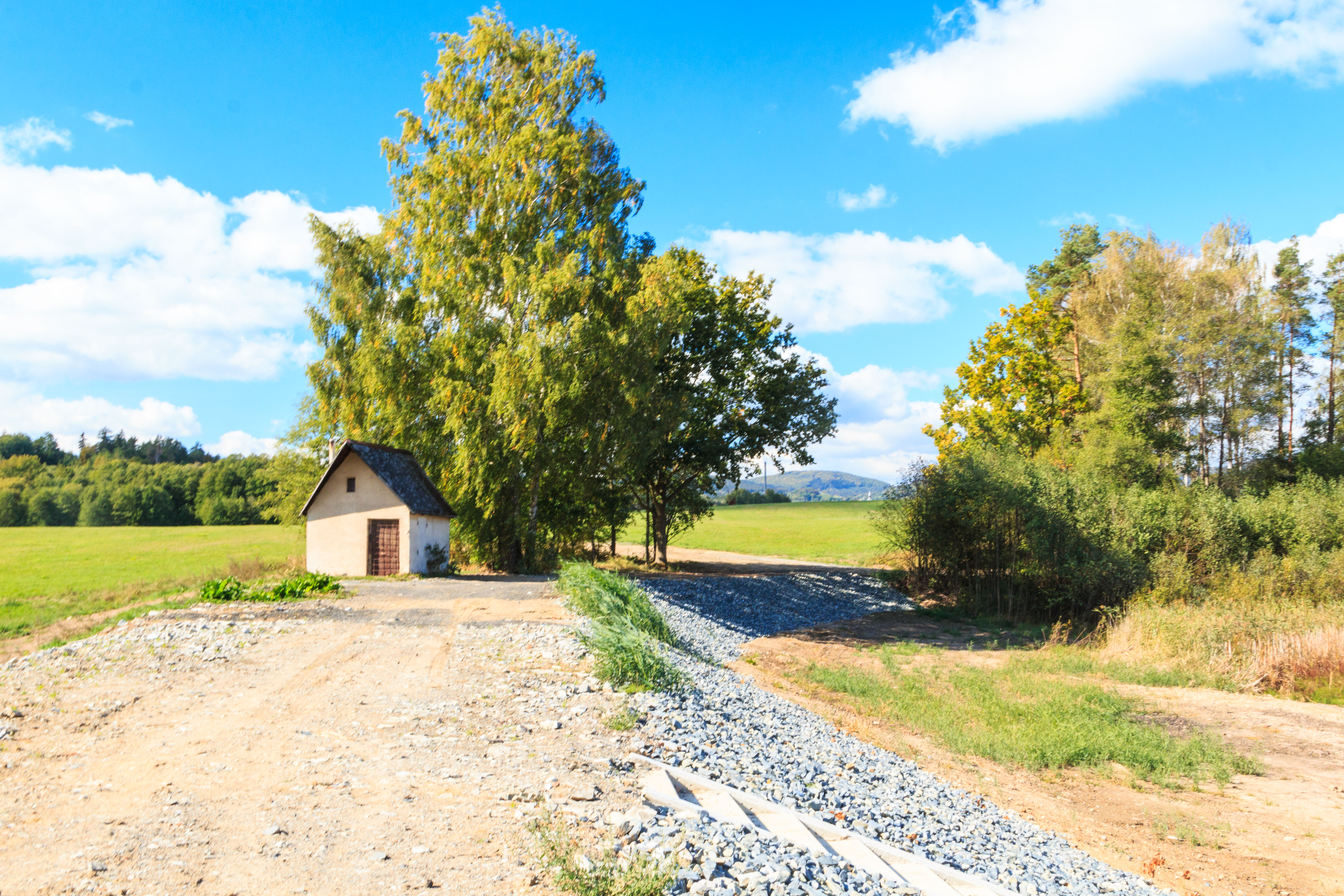
revitalizace Cvikovského rybníka v roce 2018